# チャールズ・アルフレッド・フィッシャー
チャールズ・アルフレッド・フィッシャー（Charles Alfred Fisher、1916年4月23日 - 1982年7月1日）は、イギリスの地理学者。ロンドン大学教授、東亜及びアフリカ研究所所長を歴任。

## 来歴
英国ノッティンガムシャーのアッテンバラ（Attenborough）生まれ。ケンブリッジ大学卒業。同大学大学院修士課程修了。さらにオックスフォード大学大学院修士課程修了。レスター大学を経てロンドン大学（University of London School of Oriental and African Studies）教授に就任。
第二次世界大戦中には東南アジアの現地調査中に現地で応召。その後、日本軍の捕虜となる。
1974年、東南アジア研究で王立地理学会のヴィクトリア・メダル (Victoria Medal) を受賞。
1976年3月18日、「東南アジアの地理（South-east Asia; A Social, Economic and Political Geography）」を主論文として博士号（文学、駒澤大学）の学位を取得。
東南アジアの研究では著名な地理学者であり、知日家。1982年7月1日に死去、66歳。

## 著書
主な単著
- The expansion of Japan : a study in oriental geopolitics　1950　Royal Geographical Society, London
- West New Guinea in its regional setting　Charles A. Fisher, London Institute of World Affairs　1952　Stevens, London
- South-east Asia: a social, economic, and political geography　1964　Methuen; Dutton, London, New York
- The reality of place : an inaugural lecture delivered on 8 December 1964 by Charles A. Fisher, University of London School of Oriental and African Studies　1965
- Essays in Political Geography (Routledge Library Editions: Political Geography) 1968 / 2014.10.24  Charles A. Fisher [6][7]
- Three times a guest : recollections of Japan and the Japanese, 1942-1969　1979　Cassell, London

### 論文
- CiNii>